# Lukovo Šugarje
Lukovo Šugarje is een plaats in de gemeente Karlobag in de Kroatische provincie Lika-Senj. De plaats telt 79 inwoners (2001).